# Sayaji Rao Gaekwad II
Sayaji Rao Gaekwad II, indicato anche come Sayajirao (Baroda, 3 maggio 1800 – Baroda, 28 dicembre 1847), fu maharaja di Baroda dal 1819 al 1847.

## Biografia
Figlio terzogenito del principe Govind Rao Gaekwad, salì al trono alla morte del maharaja Anand Rao Gaekwad, nel 1819.
Alla sua morte nel 1847 venne succeduto dal fratello minore, Ganpatrao Gaekwad.